# Olle Larsson (konstnär)
Lars-Olov (Olle) Larsson, född 1 januari 1926 i Söderhamn, död 8 maj 1996 i Högalids församling i Stockholm, var en svensk målare.
Larsson studerade vid Konstfackskolan i Stockholm, Otte Skölds målarskola samt vid André Lhotes målarskola och Académie des Beaux-Arts i Paris.
Larsson är representerad vid 
Moderna museet, Östergötlands museum och Norrköpings konstmuseum. 
Larsson dog 70 år gammal den 8 maj 1996 och begravdes på Skogskyrkogården. Vid hans grav står ett smideskors med inskriptionsplakett. Graven ligger i kvarter 53 och har nummer 00318.